# Цілі розвитку тисячоліття
Цілі розвитку тисячоліття (ЦРТ) — це вісім міжнародних цілей розвитку, яких 193 держави-учасниці ООН і, щонайменше, 23 міжнародних організації домовилися досягти до 2015 року. Цілі включають в себе скорочення масштабів крайньої бідності, зниження дитячої смертності, боротьбу з епідемічними захворюваннями, такими, як СНІД, а також розширення всесвітнього співробітництва з метою розвитку.

## Передісторія
У 2001 році, визнаючи необхідність більш активно надавати допомогу найбіднішим націям, держави-учасниці ООН прийняли основні цілі. Мета ЦРТ — прискорення розвитку шляхом поліпшення соціальних і економічних умов в найбідніших країнах світу.
Ці цілі ґрунтуються на більш ранніх завданнях міжнародного розвитку, і були офіційно встановлені на Саміті Тисячоліття у 2000 році, де всі присутні світові лідери прийняли Декларацію тисячоліття ООН, в якій було представлено вісім цілей.

## Цілі
Цілі розвитку тисячоліття були розроблені на основі восьми глав Декларації Тисячоліття ООН, підписаній у вересні 2000 року. Вісім цілей і 21 задача виглядають наступним чином:
1. Ліквідувати абсолютну бідність і голод
  - За період з 1990 по 2015 рр. скоротити вдвічі частку населення, чий дохід становить менше одного долара на день.
  - За період з 1990 по 2015 рр. скоротити вдвічі частку голодуючого населення.
  - Забезпечити повну і продуктивну зайнятість і гідну роботу всім, включаючи жінок та молодь. (Задача була додана в 2007 р.)
2. Забезпечити загальну початкову освіту
  - До 2015 р забезпечити дітям у всьому світі, як хлопчикам, так і дівчаткам, можливість в повному обсязі отримати початкову шкільну освіту.
3. Сприяти гендерній рівності і розширенню прав жінок
  - Ліквідувати нерівноправність за ознакою статі в сфері початкової та середньої освіти, переважно вже до 2005 р., а до 2015 р домогтися цього на всіх рівнях системи освіти.
4. Скоротити дитячу смертність
  - За період з 1990 по 2015 рр. скоротити на дві третини смертність серед дітей віком до п'яти років.
5. Поліпшити охорону материнського здоров'я[en]
  - За період з 1990 по 2015 рр. скоротити на три чверті коефіцієнт материнської смертності.
  - До 2015 р забезпечити загальний доступ до отримання допомоги у сфері репродуктивного здоров'я.
6. Боротися з ВІЛ/СНІДом, малярією та іншими захворюваннями
  - Зупинити До 2015 р. поширення ВІЛ/СНІДу та започаткувати тенденції до скорочення їх поширеності.
  - До 2010 року забезпечити загальнодоступне лікування від ВІЛ/СНІДу всім, хто цього потребує.
  - До 2015 року зупинити поширення малярії та інших важких захворювань і започаткувати тенденції до скорочення їх поширеності.
7. Забезпечити екологічну стійкість
  - Включити принципи сталого розвитку в політику і державні програми країн; запобігти вичерпання природних ресурсів.
  - Скоротити втрату біологічного різноманіття, досягнувши до 2010 р. істотного зниження коефіцієнта убутку.
  - До 2015 р. вдвічі скоротити частку населення, що не має постійного доступу до чистої питної води і основних санітарно-технічних засобів.
  - До 2020 р. досягти значного покращення в житті, щонайменше, 100 мільйонів мешканців та мешканок нетрів.
8. Сформувати всесвітнє партнерство з метою розвитку
  - Розвинути відкриту торговельну та фінансову систему, що діє на основі правил, передбачувану і неупереджену. Це включає прихильність до порядку в управлінні, розвитку та зниженню рівня бідності — на національному та міжнародному рівнях.
  - Вирішити особливі потреби найменш розвинених країн. Це включає безмитний і неквотований доступ до експортованих ними товарів; розширену програму з полегшення боргового тягаря найбідніших країн з великою заборгованістю; ліквідацію офіційного двостороннього боргу; і більш інтенсивне офіційне сприяння країнам, які вживають заходи щодо зниження рівня бідності.
  - Вирішити особливі потреби держав, які не мають виходу до морських шляхів, і малих острівних держав, що розвиваються.
  - Всебічно вирішувати проблеми заборгованості країн шляхом прийняття національних і міжнародних заходів, щоб зробити борговий тягар терпимим протягом тривалого періоду.
  - У співпраці з фармацевтичними компаніями забезпечити країнам, що розвиваються, доступність необхідних ліків.
  - У співпраці з приватним сектором зробити доступними блага нових технологій, особливо інформаційні та комунікаційні.

## Хід подій
Рух до цілей відбувається нерівномірно. У той час, як одні країни вже досягли багатьох із них, інші не приступали ще ні до жодної. До числа великих країн, що досягли значного прогресу на цьому шляху, Китай (де кількість бідного населення знизилося з 452 до 278 млн) і Індія, які мають потужні внутрішні і зовнішні фактори розвитку. Регіони ж, які найбільш потребують змін, такі, як країни Африки на південь від Сахари, все ще повинні здійснити радикальні зміни для підвищення якості життя населення. За той же термін, що і Китай, країни Африки на південь від Сахари понизили рівень бідності приблизно на 1 % і серйозно ризикують не прийти до ЦРТ до 2015 р. Основні питання, такі як гендерна рівність, розбіжність між гуманітарними і розвиваючими програмами, а також економічне зростання, покажуть, досягнуті ЦРТ чи ні, стверджує Інститут міжнародного розвитку Великої Британії.
У 2014 р. ОЕСР випустив доповідь «Більш ефективна співпраця з метою розвитку: звіт 2014 року», що характеризує значущі питання Першої зустрічі високого рівня Глобального партнерства для ефективного співробітництва щодо сприяння розвитку, яка пройшла в Мехіко 15-16 квітня 2014 року, і є важливим етапом в обговоренні цілей міжнародного розвитку після Форуму в Пусані в 2011 році. Доповідь, заснована на даних 46 країн, демонструє, що, незважаючи на світову економічну кризу, прагнення до продовження реформ в області СМР залишається значимим і донорам вдалося досягти прогресу в критичних зобов'язаннях. Міжнародні організації та уряди стають більш відкритими, фінансові потоки допомоги більш прозорими, але потрібно ще багато зробити для ЦРТ після 2015 року.

### Підсумки
Робота над виконанням країнами – учасницями ООН Цілей розвитку тисячоліття (ЦРТ) завершилася у 2015 році. Прогрес у досягненні восьми Цілей розвитку тисячоліття оцінювався за допомогою 21 задачі і 60 офіційних показників.
25 вересня 2015 року Генеральна Асамблея ООН підбила підсумки виконання ЦРТ та прийняла резолюцію, яка затвердила новий проект «Перетворення нашого світу: Порядок денний в області сталого розвитку на період до 2030 року».
Генеральний секретар Організації Об'єднаних Націй Пан Гі Мун, підсумовуючи роботу над виконанням Цілей розвитку тисячоліття (ЦРТ), зазначав, що «ЦРТ допомогли вирватися з крайньої бідності більш ніж одному мільярду людей, вжити активних заходів по боротьбі з голодом, дати можливість відвідувати школу більшому ніж будь-коли числу дівчаток, а також захистити нашу планету. Вони дозволили створити нові передові партнерства, сколихнули громадську думку і продемонстрували величезне значення постановки широкомасштабних цілей. ЦРТ, в яких люди і їхні нагальні потреби поставлені на перший план, змінили процес прийняття рішень як в розвинених країнах, так і в країнах, що розвиваються... Практичний досвід і фактичні дані, отримані в результаті зусиль по досягненню ЦРТ, показують, що ми знаємо, що ми робимо. Але подальший прогрес вимагатиме прояви непохитної політичної волі і колективних довгострокових дій. Нам необхідно усунути корінні причини і рішучіше займатися інтеграцією економічних, соціальних і екологічних вимірів сталого розвитку. Новий порядок денний в галузі розвитку на період після 2015 року, включаючи комплекс цілей сталого розвитку, орієнтований на те, щоб відобразити засвоєні уроки, нарощувати наші успіхи і, діючи спільно, незмінно націлювати всі країни на побудову більш успішного, стійкого і рівноправного світу.».

### HIPC
Щоб прискорити просування до Цілей розвитку тисячоліття, міністри фінансів з країн Великої вісімки зустрілися в Лондоні в червні 2005 р. (для підготовки до липневого саміту Великої вісімки в Гленіглсі) і дійшли згоди забезпечити Всесвітній банк, Міжнародний Валютний Фонд і Азійський банк розвитку (АБР) достатнім обсягом коштів для погашення частини боргу країн групи HIPC (група найбідніших країн з великою заборгованістю, українською звичайно вимовляють «ХИПІК») у розмірі 40-55 млрд доларів. Завершення своєї участі в розширеній Ініціативі HIPC дозволило б дебіторам перенаправити заощаджені, внаслідок списання боргу, грошові кошти на соціальні програми з поліпшення систем охорони здоров'я, енергетики та освіти, а також зниження рівня бідності.

### MDRI
За фінансової підтримки Великої вісімки, СБ, МВФ і АБР схвалили Геніглський план і створили Багатосторонню ініціативу списання заборгованості (MDRI), щоб виробляти списання боргів. Ініціатива доповнює HIPC, надаючи кожній країні, що досягла задач HIPC, стовідсоткове списання багатостороннього боргу. Країни, які раніше досягли точки рішення, отримали право на повне прощення боргу, як тільки відомство, що надає кредити, підтвердило, що країни продовжують підтримувати реформи, вироблені в статусі учасниці групи HIPC. Інші країни, які досягнуть точки завершення пізніше, автоматично отримують повне прощення своєї багатосторонньої заборгованості відповідно до MDRI.
У той час як Всесвітній Банк і АБР здійснюють Ініціативу тільки щодо країн, які виконали програму HIPC, Міжнародний Валютний Фонд встановив трохи ширші критерії, щоб виконувати власну унікальну вимогу «єдиного підходу». Будь-яка країна з річним доходом 380 або менше $ США на душу населення отримує право на повне погашення боргу, відповідно до Ініціативи (MDRI). МВФ встановив поріг в 380$, оскільки ця сума майже дорівнює тій, що у країн, які мають право на вступ до HIPC.

### Ресурси Інтернету
- Вікісховище має мультимедійні дані за темою: Цілі розвитку тисячоліття
- Діяльність ООН по досягненню ЦРТ [Архівовано 22 січня 2013 у Wayback Machine.]
- Офіційний сайт
- [Архівовано 3 грудня 2014 у Wayback Machine.] One page chart of the status of the MDGs at 2013
- Eradicate Extreme Poverty and Hunger by 2015 | UN Millennium Development Goal curated by the Center for Latin American and Caribbean Studies at Michigan State University
- Ensure Environmental Sustainability by 2015 | UN Millennium Development Goal curated by the Center for Latin American and Caribbean Studies at Michigan State University
- Gillian Sorensen, Senior Advisor to the United Nations Foundation, discusses UN Millennium Development Goals
- ⇒ The Vrinda Project Channel [Архівовано 26 січня 2014 у Wayback Machine.] — videos on the work in progress for the achievement of the MDGs connected to the Wikibook  Development Cooperation Handbook [Архівовано 20 вересня 2014 у Wayback Machine.]
- The Millennium Development Goals in Asia and the Pacific: 12 Things to Know [Архівовано 17 квітня 2021 у Wayback Machine.] Asian Development Bank